# Agrianthus
Agrianthus es un género de plantas perteneciente a la familia Asteraceae. Comprende 11 especies descritas y de estas 9 aceptadas.

## Taxonomía
El género fue descrito por Mart. ex DC. y publicado en Prodromus Systematis Naturalis Regni Vegetabilis 5: 125. 1836. La especie tipo es: Agrianthus campestris Mart. ex DC. 

## Especiesaceptadas
A continuación se brinda un listado de las especies del género Agrianthus aceptadas hasta junio de 2012, ordenadas alfabéticamente. Para cada una se indica el nombre binomial seguido del autor, abreviado según las convenciones y usos.
- Agrianthus almasensis D.J.N.Hind
- Agrianthus campestris Mart. ex DC.
- Agrianthus corymbosus DC.
- Agrianthus empetrifolius Mart. ex DC.
- Agrianthus giuliettiae D.J.N.Hind
- Agrianthus leutzelburgii Mattf.
- Agrianthus microlicioides Mattf.
- Agrianthus myrtoides Mattf.
- Agrianthus pungens Mattf.